# موتور کریم (کورین، دو)
موتور کریم روستایی در دهستان کورین بخش کورین شهرستان زاهدان استان سیستان و بلوچستان ایران است.

## جمعیت
بر پایه سرشماری عمومی نفوس و مسکن در سال ۱۳۹۵ جمعیت این روستا ۳۹ نفر (۱۱خانوار) بوده‌است.